# Aeropuerto Internacional de Filadelfia
El Aeropuerto Internacional de Filadelfia (del inglés: Philadelphia International Airport) (IATA: PHL, OACI: KPHL, FAA LID: PHL) es el principal aeropuerto internacional que sirve a Filadelfia, Pensilvania, Estados Unidos. En 2022, atendió a 12.4 millones de pasajeros al año, lo que lo convierte en el aeropuerto más transitado de Pensilvania y el 21.º aeropuerto más transitado de Estados Unidos. El aeropuerto está ubicado a 11 km del centro de la ciudad y cuenta con 22 aerolíneas que ofrecen casi 500 salidas diarias a más de 130 destinos en todo el mundo.
El aeropuerto es el quinto centro más grande de American Airlines y sirve como centro principal de American Airlines en el nordeste de Estados Unidos y su principal puerta de entrada europea y transatlántica. El aeropuerto es un centro de carga regional para UPS Airlines y una ciudad foco para Frontier Airlines. El aeropuerto tiene servicio a ciudades de Estados Unidos, Canadá, el Caribe, Europa, América Latina y Oriente Medio. A partir de 2019, el aeropuerto ofrece vuelos a 140 destinos, 102 de los cuales son nacionales y 38 internacionales.
Gran parte de la propiedad del aeropuerto se encuentra en la ciudad de Filadelfia. La Terminal A, la terminal internacional y los extremos oeste y sur del aeródromo se encuentran en el municipio de Tinicum, en el condado de Delaware. PHL cubre 932 ha (2302 acres) y tiene cuatro pistas.
El Aeropuerto Internacional de Filadelfia es un componente importante de las economías de Filadelfia, la región metropolitana del Valle de Delaware a la que pertenece y Pensilvania. La Oficina de Aviación de la Commonwealth informó en su Monitor de Servicio Aéreo de Pensilvania que el impacto económico total generado por los aeropuertos del estado en 2004 fue de 22 mil millones de dólares. En 2017, el aeropuerto encargó un nuevo informe de impacto económico, que concluyó que representaba 15 400 millones de dólares en actividad económica, 5 400 millones de dólares en ganancias totales y más de 96 000 empleos directos e indirectos. En octubre de 2022, el aeropuerto obtuvo una conexión directa a un suministro de combustible de Colonial Pipeline.

## Instalaciones

### Terminales
El aeropuerto Internacional de Filadelfia cuenta con seis terminales con un total de 126 puertas. Las llegadas internacionales que no hayan sido previamente autorizadas se procesan en la Terminal A. American opera Admirals Clubs en la Terminal A, el conector B/C y la Terminal F.[35] La Terminal A también cuenta con un British Airways Galleries Lounge, así como un American Express Centurion Lounge.La Terminal D cuenta con un United Club, así como un Delta Sky Club. Un salón USO se encuentra en la Terminal E.

### Terminal A
La Terminal A está dividida en dos secciones, este y oeste. La Terminal A Oeste tiene 13 puertas, mientras que la Terminal A Este tiene 11 puertas. La Terminal A Oeste de 800 000 pies cuadrados tiene un diseño moderno e innovador, realizado por Kohn Pedersen Fox Pierce Goodwin Alexander & Linville y Kelly/Maiello. Inaugurada en 2003 como la nueva terminal internacional, ahora es el hogar de American (nacional e internacional), British Airways y Discover Airlines. El vestíbulo de facturación de la Terminal A Oeste se encuentra en el primer piso y tiene más de 60 mostradores. El techo del vestíbulo de facturación se extiende hasta el segundo piso. La Terminal A Oeste ofrece una variedad de opciones gastronómicas internacionales.
La Terminal A Este, originalmente la terminal internacional del aeropuerto, ahora es utilizada por los vuelos nacionales e internacionales de Aer Lingus y American, así como por las llegadas internacionales de Frontier Airlines y Spirit Airlines. A-Este está bien mantenida y recibió una mejora en sus instalaciones de reclamo de equipaje. La mayoría de las puertas de esta terminal están equipadas para manejar llegadas internacionales y los pasajeros son conducidos a las instalaciones de aduanas en la Terminal A Oeste. Se inauguró en 1990. La entrada de seguridad se amplió significativamente en 2012.
Hay tres salas a lo largo del corredor entre la Terminal A Este y la A Oeste: un American Airlines Admirals Club, un British Airways Galleries Lounge y un American Express Centurion Lounge. La terminal Este también contiene un Admirals Club. También hay un área de juegos para niños ubicada en la Terminal Este.
Las llegadas internacionales (excepto las de ubicaciones con preautorización de aduanas) llegan a las puertas de las Terminales A Este y Oeste y se procesan en la Instalación de Inspección Federal en la Terminal A Oeste a 190 pies sobre las rampas de descenso y las vías de SEPTA. El FIS cuenta con 56 cabinas de inspección de Aduanas y Protección Fronteriza y 8 bandas transportadoras de equipaje. Después de pasar por la aduana, está la Sala de Llegadas dominada por un atrio y un pasillo de 250 pies de largo con la exhibición de la Declaración de Independencia, que transmite la identidad de Filadelfia como la cuna de Estados Unidos. En 2022, la Sala de Llegadas Internacionales pasó a llamarse "Sala de Llegadas Internacionales Reverendo Dr. Leon H. Sullivan" en memoria de Leon Sullivan.

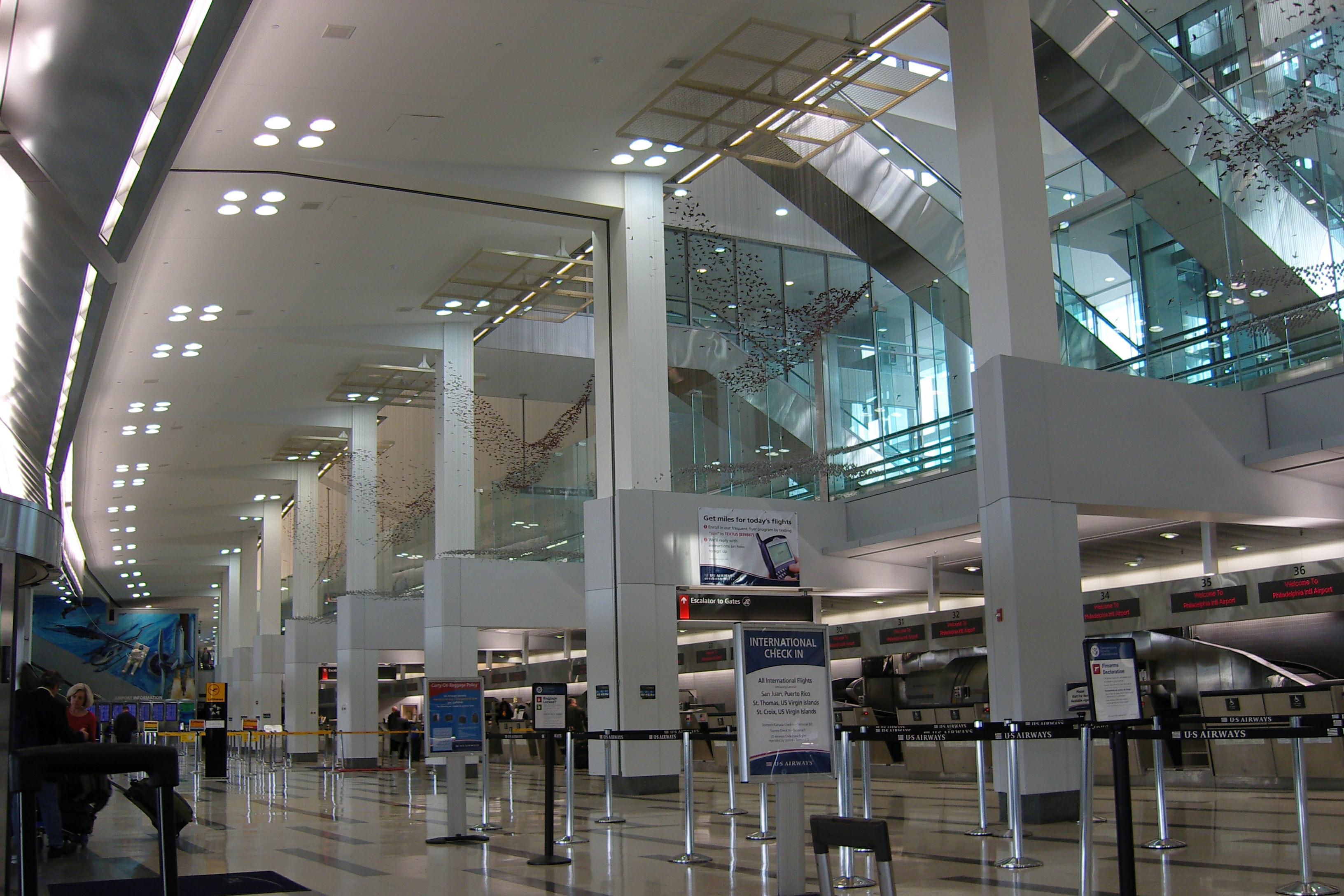
Vestíbulo de facturación de la Terminal A Oeste
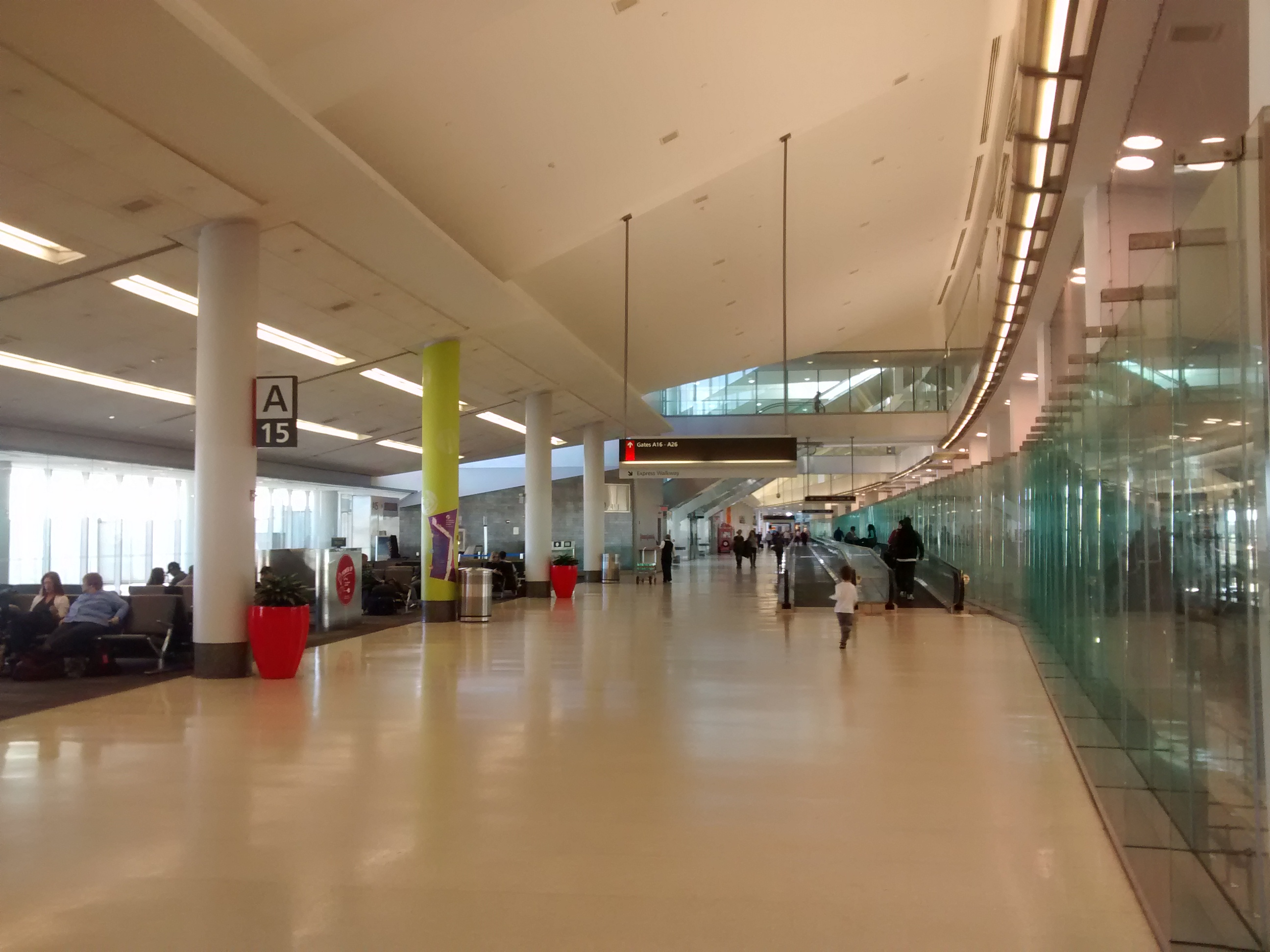
Interior de la Terminal A Oeste (zona de operaciones)
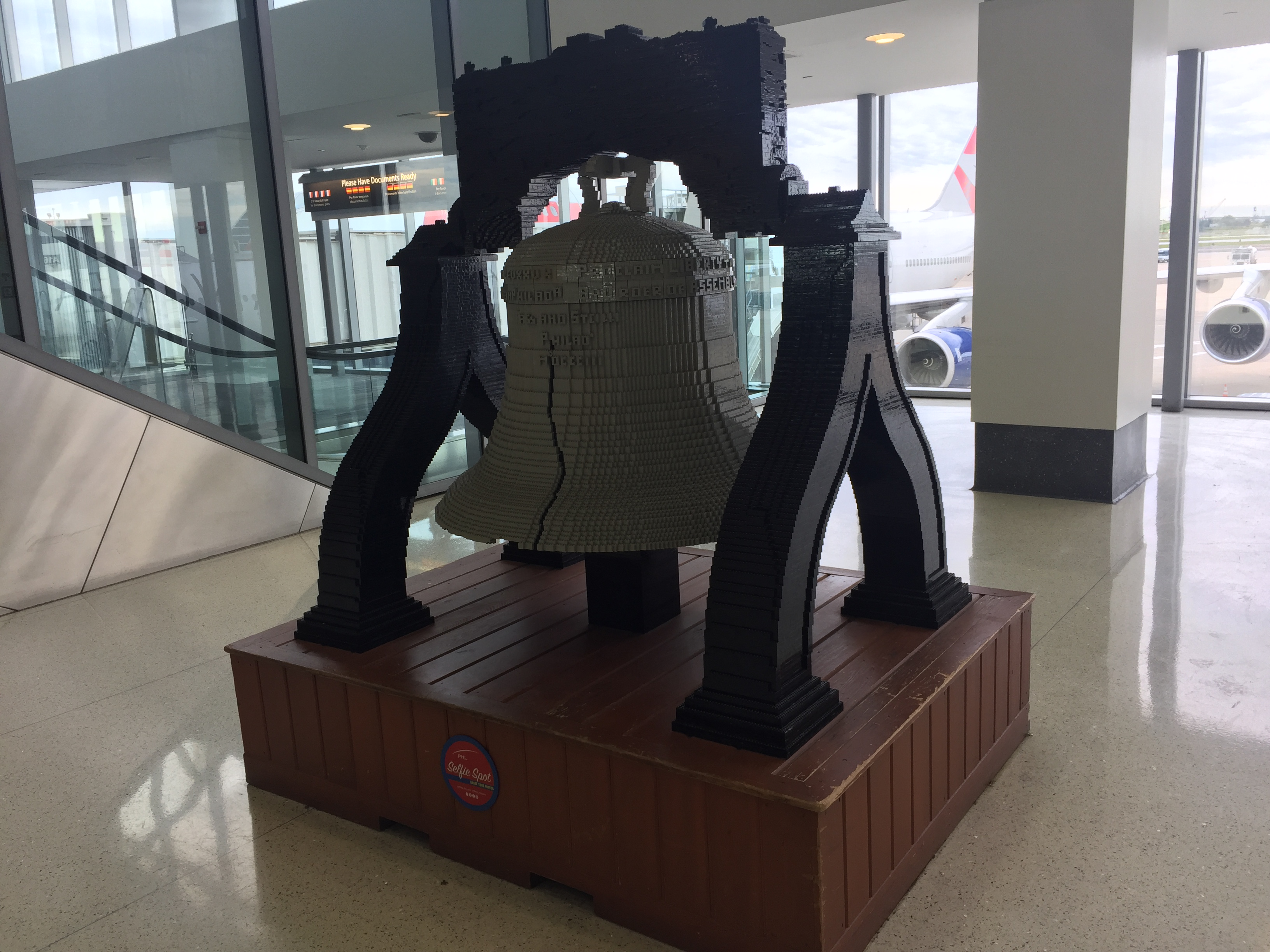
Una réplica de la Campana de la Libertad construida con ladrillos LEGO en la Terminal A Oeste
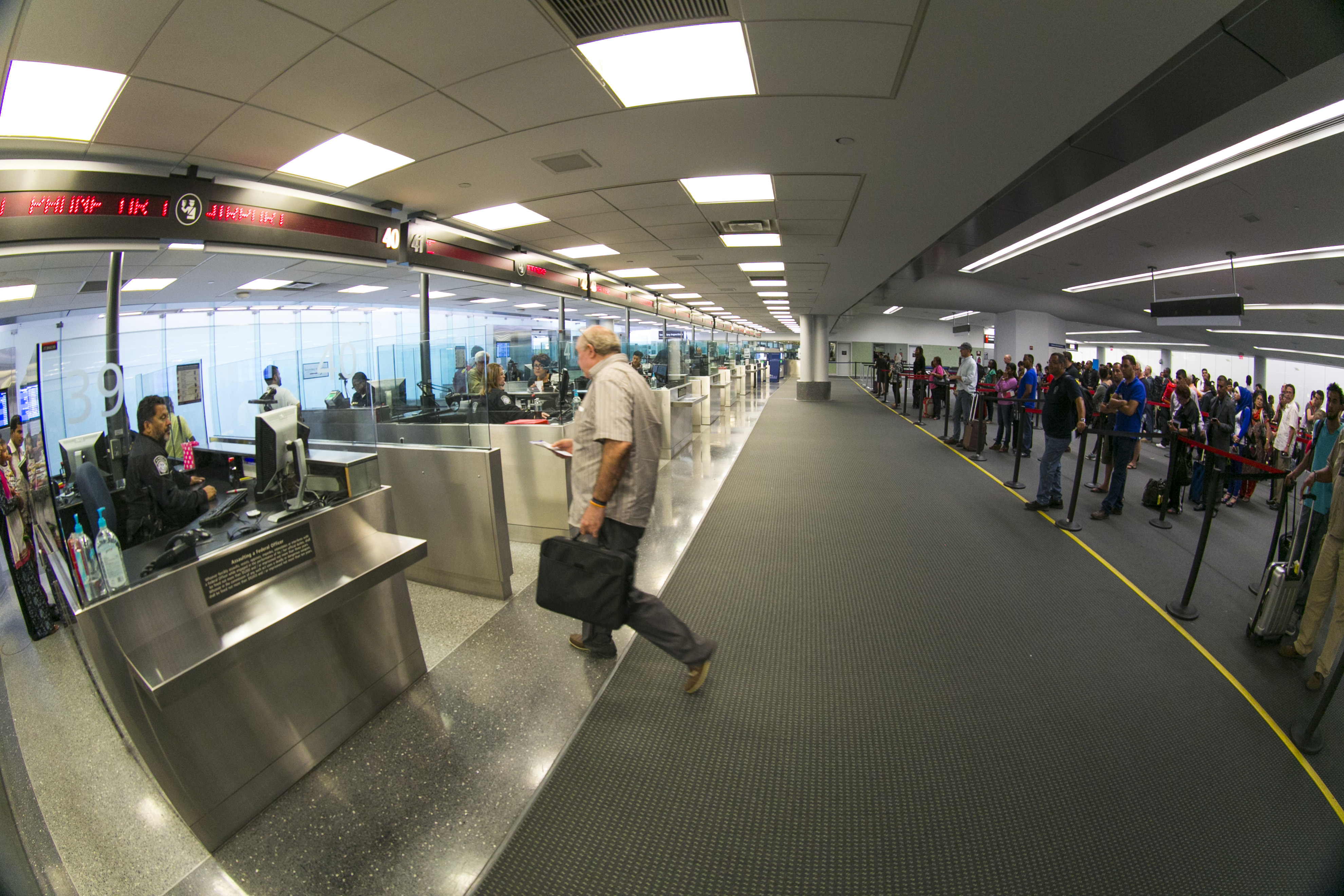
Instalaciones de inspección federal para pasajeros que llegan de vuelos internacionales
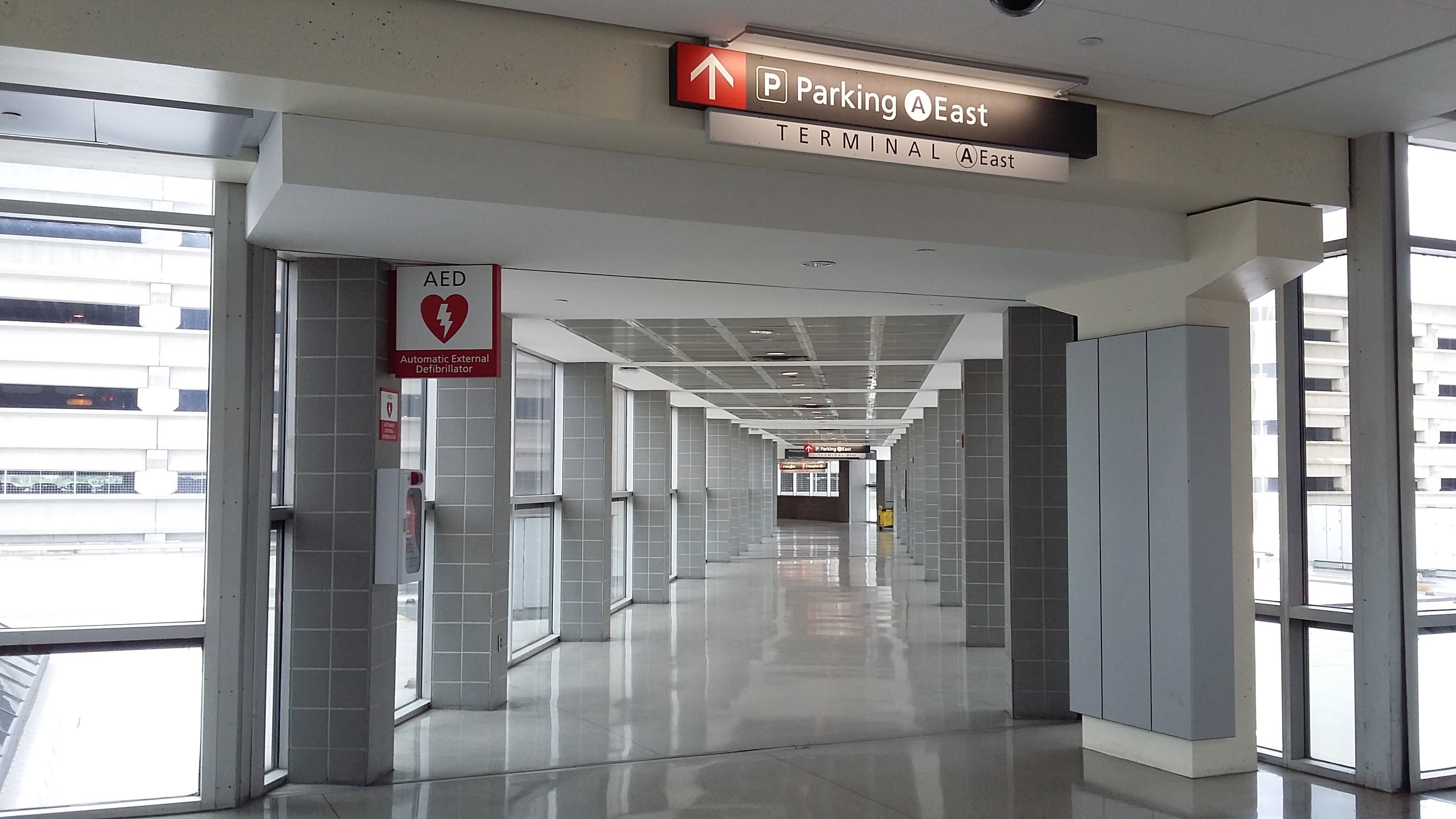
Pasarela al estacionamiento

### Terminales B y C
Las terminales B y C tienen 15 y 14 puertas respectivamente. Son las dos terminales principales utilizadas por American. Fueron renovadas con un costo de $135 millones en 1998, diseñado por DPK&A Architects, LLP. Están conectadas por un centro comercial y un patio de comidas llamado Philadelphia Marketplace. Se realizó una remodelación en las áreas de las puertas, aunque estos cambios cosméticos no resolverán los problemas de espacio en muchas de las puertas. En general, las instalaciones son bastante modernas y también hay opciones para comer en los vestíbulos. Son las terminales más antiguas y se abrieron en 1953. Hay un American Airlines Admirals Club ubicado en el conector B/C.

### Terminales D y E

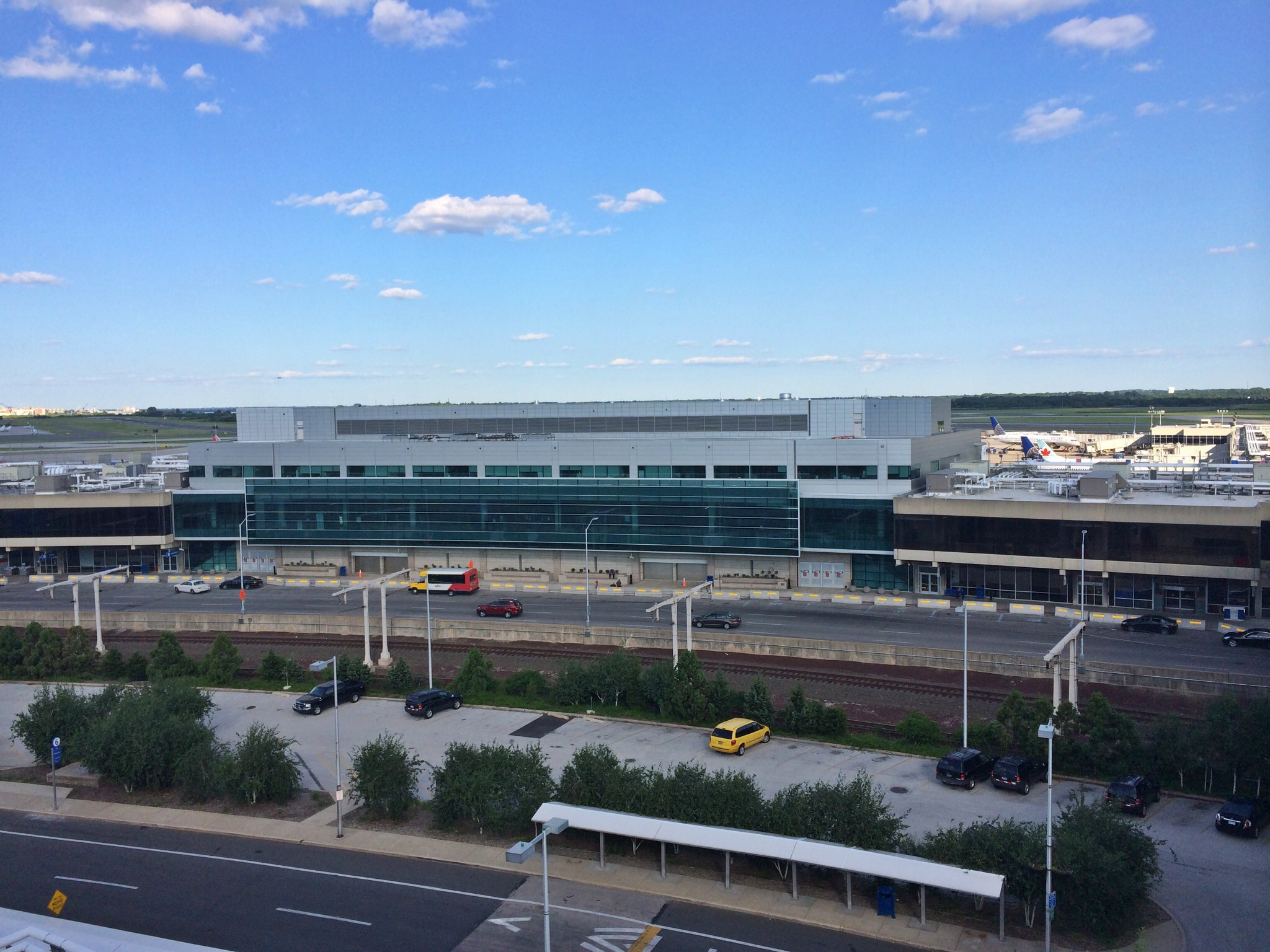
Terminal D/E y conector.

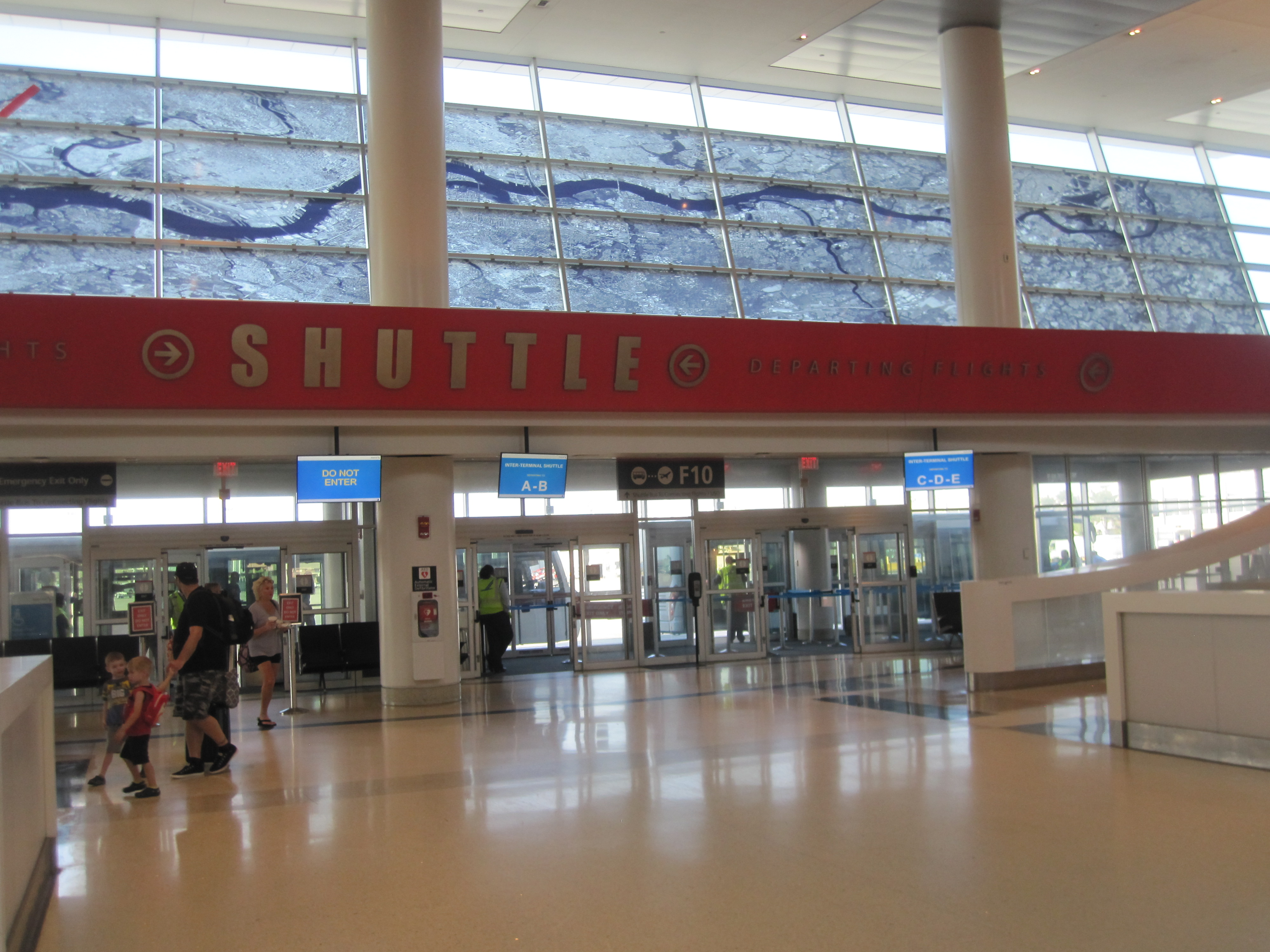
La parada del autobús en la Terminal F.

La Terminal D tiene 16 puertas y se inauguró en 1973. En ella operan Air Canada, Delta, Spirit (solo facturación con puertas en la Terminal E) y United. Esta terminal está conectada con la zona comercial de las Terminales B/C a través de una pasarela posterior al control de seguridad. La terminal contiene un United Club y un Delta Sky Club.
La Terminal E tiene 17 puertas y en ella operan Alaska Airlines (solo facturación, salidas desde D6), Frontier, JetBlue (solo facturación a partir de 2022), Southwest y Sun Country Airlines (solo facturación, salidas desde la Terminal D). Se inauguró en 1977 y, junto con el Proyecto Connector en 2008, se construyó una extensión en forma de abanico al final del vestíbulo. La Terminal E alberga una sala de espera de USO disponible para todos los miembros de las fuerzas armadas y sus familias.
Las dos terminales se conectaron a finales de 2008 con un nuevo vestíbulo que ofrece seguridad conjunta, una variedad de tiendas y restaurantes y un enlace a las zonas de recogida de equipaje D y E. Se trata del conector inverso de las terminales B y C, que comprende una sala de billetes combinada pero instalaciones de seguridad separadas.
Un nuevo Chase Sapphire Lounge de The Club se instalará en el vestíbulo de conexión de la Terminal D/E con una instalación de 20 000 pies cuadrados, cuya construcción está actualmente en curso y a la espera de una fecha de apertura.

### Terminal F
La Terminal F tiene 38 puertas. Es una terminal regional utilizada por vuelos de American Eagle y Contour Airlines. Incluye pasarelas especiales que permiten a los pasajeros abordar aviones regionales sin caminar por la plataforma. Inaugurada en 2001, la Terminal F es la segunda terminal más nueva de PHL. Fue diseñada por Odell Associates, Inc. y The Sheward Partnership. Un Admirals Club de American Airlines está ubicado sobre el área central de patio de comidas de la Terminal F.
Cuando la Terminal F abrió en 2001, tenía 930 m² (10 000 pies cuadrados) de espacio para concesiones.

### Terminal de ultramar (antigua Terminal Internacional)
La Terminal de ultramar albergaba todas las aerolíneas internacionales de Filadelfia. Se inauguró en 1973 y el edificio era un hangar reconvertido. Fue reemplazada por la Terminal A en 1991.

## Aerolíneas y destinos

### Pasajeros
| Aerolíneas           | Destinos |
| -------------------- | --- |
| Aer Lingus           | Dublín |
| Aeroméxico           | Ciudad de México |
| Air Canada           | Estacional: Montreal-Trudeau, Toronto–Pearson |
| Air Canada Express   | Montreal–Trudeau, Toronto–Pearson |
| Alaska Airlines      | Seattle/Tacoma |
| American Airlines    | Ámsterdam, Aruba, Atlanta, Austin, Barbados, Barcelona, Boston, Cancún, Cayo Hueso, Charleston (SC), Charlotte, Chicago–O'Hare, Dallas/Fort Worth, Denver, Doha, Dublín, Fort Lauderdale, Fort Myers, Houston–Intercontinental, Jacksonville (FL), Kansas City, Las Vegas, Lisboa, Londres–Heathrow, Los Ángeles, Madrid, Miami, Mineápolis/St. Paul, Montego Bay, Nashville, Nasáu, Nueva Orleans, Orlando, París–Charles de Gaulle, Phoenix–Sky Harbor, Pittsburgh, Portland (ME), Providence, Providenciales, Punta Cana, Raleigh/Durham, Roma–Fiumicino, San Diego, San Francisco, San Juan, San Luis, San Martín, Santo Tomás, Sarasota, Seattle/Tacoma, Tampa, West Palm Beach, Zúrich Estacional: Atenas, Bangor, Bermudas, Budapest (reinicia el 21 de mayo de 2026), Burlington (VT), Cincinnati, Cleveland, Columbus–Glenn, Copenhague, Detroit, Edimburgo, Gran Caimán, Halifax, Hartford, Indianápolis, Liberia (CR), Milán-Malpensa, Milwaukee, Myrtle Beach, Nápoles, Niza, Pensacola, Portland (OR), Praga (inicia el 21 de mayo de 2026), Santa Lucía–Hewanorra, Salt Lake City, San Antonio, Santo Domingo (inicia el 18 de diciembre de 2025), Savannah, Venecia |
| American Eagle       | Albany, Asheville, Atlanta, Bangor, Birmingham (AL), Búfalo, Burlington (VT), Charleston (SC), Cincinnati, Cleveland, Columbia (SC), Columbus–Glenn, Dayton, Des Moines, Detroit, Fayetteville/Bentonville, Grand Rapids, Greensboro, Greenville/Spartanburg, Harrisburg, Hartford, Indianápolis, Jacksonville (FL), Kansas City, Knoxville, Lexington, Louisville, Madison, Manchester (NH), Memphis, Milwaukee, Mineápolis/St. Paul, Montreal–Trudeau, Myrtle Beach, Nashville, Norfolk, Nueva Orleans, Omaha, Pittsburgh, Portland (ME), Providence, Raleigh/Durham, Richmond, Roanoke, Rochester (NY), Salisbury (MD), San Luis, Savannah, Siracusa, State College, Toronto–Pearson, Washington–National, Watertown (NY), Wilmington (NC), Worcester Estacional: Cayo Hueso, Destin/Fort Walton Beach, Hilton Head, Houston–Intercontinental, Hyannis, Martha's Vineyard, Nantucket, Panama City (FL), Pensacola, Quebec, Sarasota, Traverse City |
| British Airways      | Londres–Heathrow |
| Delta Air Lines      | Atlanta, Detroit, Mineápolis/St. Paul, Salt Lake City |
| Delta Connection     | Boston, Detroit |
| Discover Airlines    | Fráncfort |
| Frontier Airlines    | Atlanta, Austin, Boston, Cancún, Charlotte, Chicago–Midway, Chicago–O'Hare, Dallas/Fort Worth, Denver, Fort Lauderdale, Fort Myers, Jacksonville (FL), Las Vegas, Los Ángeles, Miami, Nashville, Nueva Orleans, Orlando, Punta Cana, Raleigh/Durham, San Juan, Sarasota, Tampa, West Palm Beach Estacional: Charleston (SC), Cleveland, Detroit, Montego Bay, Myrtle Beach, Pittsburgh, Santo Domingo–Las Américas, Savannah |
| JetBlue Airways      | Boston, Fort Lauderdale |
| Southwest Airlines   | Chicago–Midway, Denver, Nashville, Orlando, San Luis, Tampa Estacional: Dallas–Love |
| Spirit Airlines      | Atlanta, Cancún, Charlotte, Detroit, Fort Lauderdale, Houston–Intercontinental, Las Vegas, Los Ángeles, Miami, Nashville, Orlando, San Juan Estacional: Fort Myers, Myrtle Beach, Punta Cana, Tampa |
| Sun Country Airlines | Estacional: Mineápolis/St. Paul |
| United Airlines      | Chicago–O'Hare, Denver, Houston–Intercontinental, San Francisco |
| United Express       | Houston–Intercontinental, Washington–Dulles |

### Carga
| Aerolíneas             | Destinos |
| ---------------------- | --- |
| ABX Air                | Estacional: Miami |
| Amerijet International | Ontario, Sacramento |
| DHL Aviation           | Cincinnati |
| FedEx Express          | Boston, Greensboro, Indianápolis, Memphis Estacional: Hartford |
| Kalitta Air            | Estacional: Louisville, Ontario |
| UPS Airlines           | Albany (NY), Albany (GA), Atlanta, Boston, Búfalo, Chicago-O'Hare, Chicago/Rockford, Colonia/Bonn, Columbia (SC), Denver, Des Moines, Detroit, East Midlands, Harrisburg, Hartford, Hong Kong, Londres-Stansted, Long Beach, Louisville, Manchester (NH), Miami, Mineápolis/St. Paul, Newark, Nueva York-JFK, Oakland, Ontario, Orlando, París-Charles de Gaulle, Pittsburgh, Phoenix–Sky Harbor, Portland (OR), Raleigh-Durham, Richmond, San Bernardino, San José (CA), Tampa, West Palm Beach Estacional: Providence |
| Western Global         | Estacional: Chicago/Rockford |

### Destinos internacionales
Se ofrece servicio a 40 destinos internacionales (16 estacionales), a cargo de 9 aerolíneas.
| Ciudades por país                                              | Nombre del aeropuerto                           | Aerolíneas                                                                                          |              |              |              |
| Norteamérica                                                   | Norteamérica                                    | Norteamérica                                                                                        | Norteamérica | Norteamérica | Norteamérica |
| -------------------------------------------------------------- | ----------------------------------------------- | --------------------------------------------------------------------------------------------------- | ------------ | ------------ | ------------ |
| Canadá (4 destinos [2 estacionales], 4 aerolíneas)             |                                                 | |              |              |              |
| Halifax                                                        | Aeropuerto Internacional de Halifax-Stanfield   | American Airlines (Estacional)                                                                      |              |              |              |
| Montreal                                                       | Aeropuerto Internacional Pierre Elliott Trudeau | Air Canada (Estacional) / Air Canada Express / American Eagle                                       |              |              |              |
| Quebec                                                         | Aeropuerto Internacional Jean-Lesage de Quebec  | American Eagle (Estacional)                                                                         |              |              |              |
| Toronto                                                        | Aeropuerto Internacional Toronto Pearson        | Air Canada (Estacional) / Air Canada Express / American Eagle                                       |              |              |              |
| México (2 destinos, 4 aerolíneas)                              |                                                 | |              |              |              |
| Cancún                                                         | Aeropuerto Internacional de Cancún              | American Airlines / Frontier Airlines / Spirit Airlines                                             |              |              |              |
| Ciudad de México                                               | Aeropuerto Internacional de la Ciudad de México | Aeroméxico                                                                                          |              |              |              |
| Centroamérica y El Caribe                                      |                                                 | |              |              |              |
| Aruba (1 destino, 1 aerolínea)                                 |                                                 | |              |              |              |
| Oranjestad                                                     | Aeropuerto Internacional Reina Beatrix          | American Airlines                                                                                   |              |              |              |
| Bahamas (1 destino, 1 aerolínea)                               |                                                 | |              |              |              |
| Nasáu                                                          | Aeropuerto Internacional Lynden Pindling        | American Airlines                                                                                   |              |              |              |
| Barbados (1 destino, 1 aerolínea)                              |                                                 | |              |              |              |
| Bridgetown                                                     | Aeropuerto Internacional Grantley Adams         | American Airlines                                                                                   |              |              |              |
| Bermudas (1 destino [estacional], 1 aerolínea)                 |                                                 | |              |              |              |
| Hamilton                                                       | Aeropuerto Internacional L.F. Wade              | American Airlines (Estacional)                                                                      |              |              |              |
| Costa Rica (1 destino [estacional], 1 aerolínea)               |                                                 | |              |              |              |
| Liberia                                                        | Aeropuerto de Guanacaste                        | American Airlines (Estacional)                                                                      |              |              |              |
| Islas Caimán (1 destino [estacional], 1 aerolínea)             |                                                 | |              |              |              |
| George Town                                                    | Aeropuerto Internacional Owen Roberts           | American Airlines (Estacional)                                                                      |              |              |              |
| Islas Turcas y Caicos (1 destino, 1 aerolínea)                 |                                                 | |              |              |              |
| Providenciales                                                 | Aeropuerto Internacional de Providenciales      | American Airlines                                                                                   |              |              |              |
| Islas Vírgenes de los Estados Unidos (1 destino, 1 aerolínea)  |                                                 | |              |              |              |
| Santo Tomás                                                    | Aeropuerto Internacional Cyril E. King          | American Airlines                                                                                   |              |              |              |
| Jamaica (1 destino, 2 aerolíneas)                              |                                                 | |              |              |              |
| Montego Bay                                                    | Aeropuerto Internacional Sir Donald Sangster    | American Airlines / Frontier Airlines                                                               |              |              |              |
| Puerto Rico (1 destino, 3 aerolíneas)                          |                                                 | |              |              |              |
| San Juan                                                       | Aeropuerto Internacional Luis Muñoz Marín       | American Airlines / Frontier Airlines / Spirit Airlines                                             |              |              |              |
| Santa Lucía (1 destino [estacional], 1 aerolínea)              |                                                 | |              |              |              |
| Castries                                                       | Aeropuerto Internacional Hewanorra              | American Airlines (Estacional)                                                                      |              |              |              |
| San Martín (1 destino, 1 aerolínea)                            |                                                 | |              |              |              |
| San Martín                                                     | Aeropuerto Internacional Princesa Juliana       | American Airlines                                                                                   |              |              |              |
| República Dominicana (2 destinos [1 estacional], 3 aerolíneas) |                                                 | |              |              |              |
| Punta Cana                                                     | Aeropuerto Internacional de Punta Cana          | American Airlines / Frontier Airlines / Spirit Airlines (Estacional)                                |              |              |              |
| Santo Domingo                                                  | Aeropuerto Internacional Las Américas           | American Airlines (Estacional) (inicia el 18 de diciembre de 2025) / Frontier Airlines (Estacional) |              |              |              |
| Europa                                                         |                                                 | |              |              |              |
| Alemania (1 destino, 1 aerolínea)                              |                                                 | |              |              |              |
| Fráncfort                                                      | Aeropuerto de Fráncfort del Meno                | Discover Airlines                                                                                   |              |              |              |
| Dinamarca (1 destino [estacional], 1 aerolínea)                |                                                 | |              |              |              |
| Copenhague                                                     | Aeropuerto de Copenhague-Kastrup                | American Airlines (Estacional)                                                                      |              |              |              |
| España (2 destinos, 1 aerolínea)                               |                                                 | |              |              |              |
| Barcelona                                                      | Aeropuerto Josep Tarradellas Barcelona-El Prat  | American Airlines                                                                                   |              |              |              |
| Madrid                                                         | Aeropuerto Adolfo Suárez Madrid-Barajas         | American Airlines                                                                                   |              |              |              |
| Francia (2 destinos [1 estacional], 1 aerolínea)               |                                                 | |              |              |              |
| Niza                                                           | Aeropuerto Internacional de Niza-Costa Azul     | American Airlines (Estacional)                                                                      |              |              |              |
| París                                                          | Aeropuerto de París-Charles de Gaulle           | American Airlines                                                                                   |              |              |              |
| Grecia (1 destino [estacional], 1 aerolínea)                   |                                                 | |              |              |              |
| Atenas                                                         | Aeropuerto Internacional Eleftherios Venizelos  | American Airlines (Estacional)                                                                      |              |              |              |
| Hungría (1 destino [1 estacional], 1 aerolínea]                |                                                 | |              |              |              |
| Budapest                                                       | Aeropuerto de Budapest-Ferenc Liszt             | American Airlines (Estacional) (reinicia el 21 de mayo de 2026)                                     |              |              |              |
| Irlanda (1 destino, 2 aerolíneas)                              |                                                 | |              |              |              |
| Dublín                                                         | Aeropuerto de Dublín                            | Aer Lingus / American Airlines                                                                      |              |              |              |
| Italia (4 destinos [3 estacionales], 1 aerolínea)              |                                                 | |              |              |              |
| Milán                                                          | Aeropuerto de Milán-Malpensa                    | American Airlines (Estacional)                                                                      |              |              |              |
| Nápoles                                                        | Aeropuerto de Nápoles-Capodichino               | American Airlines (Estacional)                                                                      |              |              |              |
| Roma                                                           | Aeropuerto de Roma-Fiumicino                    | American Airlines                                                                                   |              |              |              |
| Venecia                                                        | Aeropuerto Internacional Marco Polo             | American Airlines (Estacional)                                                                      |              |              |              |
| Países Bajos (1 destino, 1 aerolínea)                          |                                                 | |              |              |              |
| Ámsterdam                                                      | Aeropuerto de Ámsterdam-Schiphol                | American Airlines                                                                                   |              |              |              |
| Portugal (1 destino, 1 aerolínea)                              |                                                 | |              |              |              |
| Lisboa                                                         | Aeropuerto de Lisboa                            | American Airlines                                                                                   |              |              |              |
| Reino Unido (2 destinos [1 estacional], 2 aerolíneas)          |                                                 | |              |              |              |
| Edimburgo                                                      | Aeropuerto de Edimburgo                         | American Airlines (Estacional)                                                                      |              |              |              |
| Londres                                                        | Aeropuerto de Londres-Heathrow                  | American Airlines / British Airways                                                                 |              |              |              |
| República Checa (1 destino [1 estacional], 1 aerolínea)        |                                                 | |              |              |              |
| Praga                                                          | Aeropuerto de Praga                             | American Airlines (Estacional) (inicia el 21 de mayo de 2026)                                       |              |              |              |
| Suiza (1 destino, 1 aerolínea)                                 |                                                 | |              |              |              |
| Zúrich                                                         | Aeropuerto Internacional de Zúrich              | American Airlines                                                                                   |              |              |              |
| Asia                                                           |                                                 | |              |              |              |
| Catar (1 destino, 1 aerolínea)                                 |                                                 | |              |              |              |
| Doha                                                           | Aeropuerto Internacional Hamad                  | American Airlines                                                                                   |              |              |              |
| Total: 40 destinos (16 estacionales), 28 países, 9 aerolíneas  |                                                 | |              |              |              |

## Estadísticas

### Rutas más transitadas
| Número | Ciudad                        | Pasajeros | Aerolínea                                                                                                  |
| ------ | ----------------------------- | --------- | --- |
| 1      | Orlando, Florida              | 906,000   | American Airlines, Frontier Airlines, Southwest Airlines, Spirit Airlines                                  |
| 2      | Atlanta, Georgia              | 844,000   | American Airlines, American Eagle, Delta Air Lines, Frontier Airlines, Southwest Airlines, Spirit Airlines |
| 3      | Chicago, Illinois             | 602,000   | American Airlines, United Airlines, United Express                                                         |
| 4      | Dallas, Texas                 | 585,000   | American Airlines, Frontier Airlines, Spirit Airlines                                                      |
| 5      | Boston, Massachusetts         | 446,000   | American Airlines, American Eagle, Delta Connection, Frontier Airlines, JetBlue Airways                    |
| 6      | Charlotte, Carolina del Norte | 519,000   | American Airlines, American Eagle, Frontier Airlines                                                       |
| 7      | Miami, Florida                | 506,000   | American Airlines, Frontier Airlines                                                                       |
| 8      | Denver, Colorado              | 460,000   | American Airlines, Frontier Airlines, Southwest Airlines, United Airline                                   |
| 9      | Los Ángeles, California       | 424,000   | American Airlines, Spirit Airlines                                                                         |
| 10     | Phoenix Arizona               | 405,000   | American Airlines                                                                                          |

| Número | Aeropuerto                       | Pasajeros | Aerolíneas                                            |
| ------ | -------------------------------- | --------- | ----------------------------------------------------- |
| 1      | Londres, Reino Unido             | 457,568   | American Airlines, British Airways                    |
| 2      | Cancún, México                   | 420,902   | American Airlines, Frontier Airlines, Spirit Airlines |
| 3      | Punta Cana, República Dominicana | 256,426   | American Airlines, Frontier Airlines, Spirit Airlines |
| 4      | Toronto, Canadá                  | 234,641   | Air Canada Express, American Eagle                    |
| 5      | Dublín, Irlanda                  | 230,308   | Aer Lingus, American Airlines                         |
| 6      | Doha, Catar                      | 189,642   | American Airlines                                     |
| 7      | Lisboa, Portugal                 | 157,424   | American Airlines                                     |
| 8      | Roma, Italia                     | 146,850   | American Airlines                                     |
| 9      | Montreal, Canadá                 | 144,581   | Air Canada Express, American Eagle                    |
| 10     | Montego Bay, Jamaica             | 140,466   | American Airlines, Frontier Airlines                  |

### Tráfico anual
| Año  | Pasajeros  | Año  | Pasajeros  | Año  | Pasajeros  |
| ---- | ---------- | ---- | ---------- | ---- | ---------- |
| 2001 | 24,553,310 | 2011 | 30,839,175 | 2021 | 19,638,387 |
| 2002 | 24,799,470 | 2012 | 30,252,816 | 2022 | 25,242,133 |
| 2003 | 24,671,075 | 2013 | 30,504,112 | 2023 | 28,131,972 |
| 2004 | 28,507,420 | 2014 | 30,740,242 | 2024 | 30,896,572 |
| 2005 | 31,495,385 | 2015 | 31,444,403 | 2025 |            |
| 2006 | 31,768,272 | 2016 | 30,155,090 | 2026 |            |
| 2007 | 32,211,439 | 2017 | 29,585,754 | 2027 |            |
| 2008 | 31,834,725 | 2018 | 31,691,956 | 2028 |            |
| 2009 | 30,669,564 | 2019 | 33,018,886 | 2029 |            |
| 2010 | 30,775,961 | 2020 | 11,865,006 | 2030 |            |

## Aeropuertos cercanos
Los aeropuertos más cercanos son:
- Aeropuerto Internacional de Atlantic City (73km)
- Aeropuerto Internacional del Valle Lehigh (88km)
- Aeropuerto de Lancaster (94km)
- Aeropuerto Internacional Libertad de Newark (129km)
- Aeropuerto Internacional de Harrisburg (134km)